# Борзоне, Лучано
Лучано Борзоне, также Бордзоне,  Борзони (итал. Luciano Borzone, Luciano Borzoni; 1590, Генуя — 12 июля 1645, Генуя) — итальянский живописец и гравёр академического направления генуэзской школы.

## Биография
Лучано был сыном Сильвестро и Вероники Бертолотто, семья познакомила его с литературой, но он оставил её в пользу живописи, вероятно, под влиянием дяди — художника Филиппо Бертолотто.
Благодаря заботе Альберико, герцога Массы, Лучано поступил в школу генуэзского живописца Чезаре Корте. Около 1614 года в Милане он познакомился с Джованни Карло Дориа, известным меценатом и коллекционером, для которого он выполнил несколько живописных работ и за которым следовал в качестве художественного консультанта. В Милане Борзоне познакомился с ломбардским искусством XVII века и получил первые значительные заказы.
По возвращении в Геную он открыл собственную мастерскую, где принимал заказы на портреты. В дальнейшем Лучано писал и пейзажи в стиле Сальватора Розы.
По собственным картинам он выполнял гравюры в технике офорта: «Портрет Джустиниани», «Святой Петр, освобожденный из темницы», «Прометей, пожираемый стервятником», «Играющие дети» и ряд картин на благочестивые темы.
Борзоне, женатый на племяннице учителя музыки Джероламо Морелло, имел троих сыновей, все стали художниками: Франческо, Джованни Баттиста и Карло (двое последних умерли от чумы в 1657 году), а также дочь Франческу Мария (1625—1679).
Художник успел сделать немного, он погиб, упав с лесов во время росписи потолка в базилике Сантиссима Аннунциата дель Вастато в Генуе.
Среди его учеников помимо сыновей были Джованни Баттиста Гаулли (Бачиччо), Джованни Баттиста Майнеро, Джованни Баттиста Монти, Джоаккино Ассерето и Сильвестро Кьеза.

## Галерея
- Поклонение пастухов. Между 1620 и 1640. Холст, масло. Палаццо Гавотти, Савона
- Далила и Самсон. Между 1600 и 1649. Холст, масло. Музей изящных искусств, Кордова
- Интерьер с фигурами у винной бочки. Холст, масло. Частное собрание
- Танкред и Эрминия. Между 1635 и 1645. Холст, масло. Национальный музей изящных искусств, Рио-де-Жанейро
- Мужской портрет. 1640-е. Холст, масло. Атенеум, Хельсинки
- Мужской портрет. Между 1625 и 1630